# Leonhard Lochner
Leonhard Lochner (* 1914 in Röttingen, Bayern, als Anton Lochner; † 7. Mai 2007 in Bad Neustadt an der Saale) war ein deutscher Ordenspriester (Ordo Sancti Augustini OSA) und Bibliothekar der Kloster-Bibliothek Münnerstadt.

## Leben
Nach dem Abitur und seinem Noviziat im Augustinerkloster St. Michael in Münnerstadt studierte Lochner katholische Theologie an der Julius-Maximilians-Universität Würzburg. Am 12. März 1939 empfing er die Priesterweihe und nahm für den Orden eine seelsorgerische Tätigkeit in New York, Racine (Wisconsin) und Kenosh (Wisconsin) auf.
Ab 1950 lehrte er am Priesterseminar in Milwaukee, Wisconsin, von 1956 bis 1959 in Monastery. Dort war er zudem als Prior eingesetzt. Nach einer Tätigkeit als Prokurator in New York von 1959 bis 1961 kehrte er wieder nach Milwaukee zurück. 1964 wurde er für das Ritawerk der Augustiner in Luzern und Fribourg tätig, von 1982 bis 1983 als Prokurator im Kloster St. Gregor in Fährbrück. 1982 wurde er Pfarrer von Gramschatz, von 1985 bis 1995 von Fuchsmühl.
Ab 1995 lebte Leonhard Lochner im Kloster Münnerstadt. Er war wesentlich an der circa 70.000 Bände umfassenden Neuordnung kirchlicher und weltlicher Literatur befasst. Die Kloster-Bibliothek Münnerstadt hat einen der größten Bestände von Werken christlichen Inhalts in deutscher, lateinischer und griechischer Sprache weltweit.